# Rue du Pont-de-Mayenne
Pour les articles homonymes, voir Rue du Pont.
La rue du Pont-de-Mayenne est une voie du centre-ville de la commune française de Laval.

## Situation et accès
C'est le plus ancien axe de la ville, car elle correspond à la voie romaine qui reliait Le Mans à Corseul. Elle prolonge le Pont Vieux, sur la Mayenne, et se poursuit par la rue du Hameau.
La rue de l'Abbé-Angot est adjacente à la rue.

## Origine du nom
La ville de Laval est composée d'une quartier intra-muros et de deux faubourgs, celui de Saint-Martin et du Pont-de-Mayenne. L'origine du nom vient probablement du nom du faubourg à moins que ce soit la rue qui ait donné le nom au faubourg.

## Historique
La rue du Pont-de-Mayenne, de par sa position sur la voie romaine, est l'un des premiers endroits construits à Laval. Néanmoins, son développement n'est pas aussi intense que celui de la Grande rue, qui se trouve sur le même axe mais de l'autre côté du pont, au pied du château. La rive gauche se trouve d'ailleurs hors des remparts.
La rue se développa quand les premières maisons se rangèrent le long des routes menant du pont à la route du Mans et de Paris, traçant ainsi la rue et d'autres comme celles de Paradis, des Trois-Croix et du Hameau.
Néanmoins, la rue du Pont-de-Mayenne, ainsi que le quartier éponyme qui l'entoure, accueille un grand nombre de blanchisseurs et de tisserands, qui contribuent activement à la principale activité de Laval au Moyen Âge, la production de toiles de lin. Les habitants de la rive gauche se plaignent de l'absence d'église dans le voisinage, et l'église Saint-Vénérand est fondée en 1485 sur la rue. La rue du Pont-de-Mayenne perd son statut de grande artère au début du XIXe siècle, lors de la construction de la rue de la Paix et du Pont Neuf, qui évitent par le nord les voies étroites et peu carrossables du centre médiéval.
La famille Duchemin comptait, en 1750, 32 cotes fiscales dans Laval (dont 5 situées dans la rue du Pont-de-Mayenne) ainsi que 22 paroisses Saint-Vénérand et 10 paroisses à la Trinité.
Alphonse Girandier est un homme qui s'est occupé de la jeunesse à Laval. Il fut le fondateur du premier Foyer de jeunes travailleurs à Laval, situé dans la rue du Pont-de-Mayenne. Alphonse donna son nom à une rue de la ville en 1975.

## Bâtiments remarquables et lieux de mémoire
- L'église Saint-Vénérand, construite du XVe au XIXe siècle.
- La rue compte plusieurs maisons du XVIe siècle, souvent remaniées au XVIIIe ou XIXe siècles (par exemple, aux numéros 73, 94, 102, 106 et 118).

### Personnalités liées à la rue
- Guillaume Le Doyen (v. 1460 - v. 1540), notaire à Laval et plus particulièrement dans le faubourg, a écrit une chronique en vers d'un haut intérêt pour l'histoire locale[5].